# Илница
Илница (на албански: Ilnica или Ilnicë) е село в Република Албания, община Дебър (Дибър), административна област Дебър.

## География
Селото е разположено в историкогеографската област Долни Дебър в западното подножие на планината Дешат.

## История
На Етнографската карта на Битолския вилает на Картографския институт в София от 1901 година Илинци е чисто албанско село в Долнодебърската каза на Дебърския санджак с 20 къщи.
След Балканската война в 1913 година селото попада в новосъздадена Албания.
До 2015 година селото е част от община Мелан.